# Арбогаст, Люк
Люк Арбогаст (фр. Luc Arbogast) род. 2 ноября 1975, Ла-Рошель, Франция) — французский музыкант-исполнитель на старинных инструментах; певец, автор песен. Участник 2 сезона французской версии телешоу «Голос» (The Voice, la plus belle voix). После шоу подписал контракт с Mercury Records, подразделением Universal Music.

## Биография

### Детство и юность
Родился 2 ноября 1975 года в местечке Égaux de Landrais, в районе Эгрефёй-д’Они, к югу от Ла-Рошель. Отец — военный, мать — медсестра, немка по происхождению. В 1985 году, когда Люку было 10 лет, семья переехала в Мюнстер в Эльзасе . Там Люк начал посещать школу Метцераль, а затем, в 1986 году, — колледж Фредерика Хартманна в Мюнстере. Там он выучил эльзасский диалект, познакомился со скаутами и научился играть на гитаре и губной гармонике.
В молодости увлекался театром, свою артистическую карьеру начал в возрасте 10 лет, участвуя в светозвуковом шоу «Transhumance», где рассказывалось об истории Val Saint-Grégoire. В подростковом периоде Люк много времени уделял живописи, в чём достиг некоторых успехов. Он продолжил своё среднее образование в лицее Frédéric Kirschleger в Мюнстере, а позже стал учеником сапожника.

### Музыкальная карьера

#### Панк-рок в средневековой музыке
В юношеские годы Люк из-за анархических убеждений слушал панк-рок и металл, играл в панк-группах. Выйдя из подросткового возраста, он обратился к средневековой и классической музыке, слушая такие группы, как Ange и Malicorne, играющие прогрессивный рок и фолк-рок. Люк постепенно переключился с панк-рока на традиционную музыку, играл в качестве фронтмена в группе Chaos Squad, основанной им в 1993 году вместе с братом Яном. Группа экспериментировала с различными стилями и направлениями и в 1995 году прекратила своё существование.
В 1996 году Люк Арбогаст основал группу Angenon вместе с Toïvo Rolser, который пользовался популярностью в пабах Страсбурга, исполняя средневековые ирландские композиции. После Angenon начинал сольную карьеру и выступал на улицах и в соборах Страсбурга.
После ранней традиционной музыки Арбогаст запел средневековые песни. Люк Арбогаст играл музыку, вдохновляясь сценами из повседневной жизни Средневековья и крестьянскими традициями под аккомпанемент лютни, колокольчиков и ирландской бузуки, обнаруженной случайно. По его словам: «Её низкие ноты подчеркивают связь с землей, её резкость — связь с небесами». Среди источников его вдохновения — les Cantigas de Santa María, песни немецкого лирика Вальтера фон дер Фогельвайде, немецкие мистические труды Хильдегарды Бингенской, и французский композитор Гийом де Машо.
Начиная с 1996 года он работал в качестве уличного музыканта, выбирая места возле соборов и городских площадей. Принимал участие в различных фестивалях, посвященных традиционной средневековой музыке по всей Франции. Люк Арбогаст очарован средневековьем: „В те трудные времена, когда общество было настолько разобщенным между крестьянами, дворянами и духовенством, родились самые красивые мелодии“.

#### Первые альбомы
В 2003 году он выпустил свой первый альбом собственного производства Fjall Yr Vinur, вдохновившись скандинавской музыкой. За ним последовали Domus (2004), Hortus Dei (2007) и Aux Portes de Sandada(2009). После выпуска этих альбомов собственного производства, в 2010 году он основал коллектив Centaures с труппой музыкантов, которые принимали участие в записи разных альбомов Люка, записанных в Страсбурге. Centaures объединяет артистов и друзей певца — музыкантов, жонглеров огнём, для выступлений во Франции и Европе. В 2012 году совместно с группой был выпущен альбом Canticum in Terra, в записи которого приняли участие: Мелинда Брессан — флейта, Жан Луи Рену — перкуссия, Алеша Ренард — скрипка и никельхарпа, и Сара Пико — бэк-вокал. В том же году, на чемпионате мира в Ницце по фигурному катанию, чемпион мира Брайан Жубер катался под его песню An Freij de An Neo Era. Во время Гала-выступления звезд лыжного спорта в Куршевеле 30 декабря 2012 года, Люк Арбогаст сопровождал выступление живым исполнением Cancion Sefaradí.

#### Участие в шоу The Voice, la plus belle voix
В 2013 году Люк Арбогаст заявляет себя на участие во 2 сезоне шоу The Voice, la plus belle voix, аудитория которого составляет более 9300000 телезрителей, где за него проголосовали все четыре тренера, и на первом этапе выбирает команду певицы Дженифер, «Потому что её мир вызывает мое любопытство. Я хочу, чтобы её мир и мой противостояли“. Он участвует в „битве“ против Томаса Ваккари.
В общей сложности, он пел три раза во время шоу, исполняя:
- Cancion sefaradí короткая версия — Люк Арбогаст (Эпизод 1: слепые прослушивания эфир 2 февраля 2013 на TF1);
- Mad World — Tears For Fears дуэтом с Томасом Ваккари (Эпизод 7: бои в эфир 16 марта 2013 на TF1);
- Адажио Альбинони — Remo Giazotto (Эпизод 11: 1 премия трансляции 13 апреля 2013 на TF1).

24, 25 и 26 мая 2013 года по приглашению Люка Арбогаста, Angelina Wismes и Manurey, встретились на съемочной площадке голоса, чтобы выступить на сцене рядом с ним (первые части и дуэты) во время Праздника Нищих Verneuil-sur-Avre.

##### Другие выступления на шоу
- Moulins du Grizzly тур, 14 марта 2013 года): „Ces Idées Là“ — дуэт Луи Бертиньяка и Люка Арбогаста.

#### После шоу Голос
Несмотря на то, что он покинул шоу, Люк Арбогаст приобрел популярность у французской публики и его альбом Odysseus 2013 года попал в SNEP French Albums Chart сразу на 1 место.

#### Чарты
5 августа 2013 года выпустил свой шестой альбом Odysseus, первый продукт на крупном лейбле (Universal / Mercury), который занимал № 1 в первую неделю продаж альбома во Франции, и стал платиновым (100 000 копий) за 2 недели. Три трека с этого диска находятся во французских чартах.

## Дискография
| Год  | Альбом                | Место в чартах | Место в чартах | Место в чартах | Сертификаты | Список треков |
| Год  | Альбом                | FR             | BEL (Wa)       | SWI            | Сертификаты | Список треков |
| ---- | --------------------- | -------------- | -------------- | -------------- | ----------- | --- |
| 2003 | Fjall d’yr Vinur      | -              | -              | -              |             | 1. «Rupella» 2. «Ker An Mon» 3. «Eleanor» 4. «Salderalladon» 5. «Dona Lombarda» 6. «Cantate Mayor» 7. «Lilly» 8. «Ielijk» |
| 2004 | Domus                 | -              | -              | -              |             | 1. «Cantate mayor» 2. «Selena» 3. «Wenderlukia» 4. «Salderalladon» 5. «Nouchka» 6. «La danse de l’ours (ou cercle circassien)» 7. «Maria (valse)» 8. «Aquitan» 9. «Domus» 10. «Unte de Lind» 11. «Tarentella» 12. «Gentils galants de France» 13. «Lukul Scottanz (Scottish)» |
| 2007 | Hortus Dei            | -              | -              | -              |             | 1. «Morgenstern» 2. «La Rosa Enflorece» 3. «La Valse du Miroir» 4. «In Memoriam Alesia (valse)» 5. «Palastina Lied» 6. «Dama De Cataluna» 7. «Non Sofre Santa Maria (bourrée)» 8. «Beold De Mai» 9. «Entre Moi Et Mon Ami» 10. «Unicornus» 11. «Hortus Dei» 12. «Ange» |
| 2009 | Aux Portes de Sananda | -              | -              | -              |             | 1. «Asag» 2. «Stella Splendens» 3. «Mahalïa» 4. «An Freij De An Neo Era» 5. «Canción Sefaradi» 6. «Entededor» 7. «Darjeeling Caravan» 8. «Aux Portes de Sananda» 9. «Prima Mezura» 10. «Luix In Himmel» 11. «Les Egaux de Landrais» 12. «Ora & Labora» |
| 2012 | Canticum in Terra     | -              | -              | -              |             | 1. «Cant del matin» 2. «Aurora borealis» 3. «Funtan de jovencia» 4. «La daumasane» 5. «Haxaplatz am samain» 6. «Aux quatre vents» 7. «Ars Moriendi» 8. «Chrisalied» 9. «L’herbe d’ongrie» 10. «Oj Dortn» 11. «Du côté des Anges» 12. «Ad mortem festinamus» |
| 2013 | Odysseus              | 1              | 3              | 39             |             | 1. «Cant de Gévaudan» 2. «Terra Incognita» 3. «Nausicaa (la moldau)» 4. «Le roy a fait battre tambour» 5. «Akhenahema» 6. «Yelahiah» 7. «Bowen’s Barley Field» 8. «Eden (l’Adagio d’Albinoni)» 9. «Mad World» 10. "Le Grand Coureur |
| 2014 | Oreflam               | 5              | 13             | 74             |             | 1. «Vox clamantis» 2. «Game of thrones — main title thème» 3. «Antealtares» 4. «Bal des ardents» 5. «Mjöllnir» 6. «Doleances d’une promise de saintes colombes» 7. «Oreflam» 8. «Ad silentia luna amica mea» 9. «Complainte au duc de savoye» 10. «Maelancholia» 11. «Sentinel (ultimum cantum arborum)» 12. «Cantica coelestis» 13. «Ultima nocte» 14. «Ja nus hons pris» 15. «Veillée des oiseleurs» |
| 2016 | Metamorphosis         | 29             | 78             | -              |             | 1. «Ad Mortem Festinamus» 2. «Danza Ex Machina» 3. «Tempus Fugit» 4. «Ursae (Ursae Majoris)» 5. «O Fortuna» 6. «Liberta» 7. «Nomad» |

### Синглы
| Год  | Сингл              | Позиция | Сертификат | Альбом |
| Год  | Сингл              | FR      | Сертификат | Альбом |
| ---- | ------------------ | ------- | ---------- | ------ |
| 2013 | «Cancion Sefaradi» | 71      |            |        |

Остальные релизы
- 2013: «Nausicaa (la Moldau)» (FR #84)
- 2013: «Eden (l’adagio d’Albinoni)» (FR #144)
- 2013: «Mad World» (FR #176)

## Театр
- Февраль и март 2003: Дон Хуан или Праздник камня, Мольер, режиссёр Pierre Salzani, Университетский театр Страсбурга.